# 弗尔切克·埃里克
弗尔切克·埃里克（匈牙利語：Vlček Erik，1981年12月29日—），斯洛伐克男子皮划艇运动员。他曾代表斯洛伐克参加2000年、2004年、2008年、2012年、2016年和2020年夏季奥林匹克运动会皮划艇比赛，获得二枚银牌和二枚铜牌。